# 恐怖の館
恐怖の館（洪:Terror Háza）とは、ハンガリーの首都ブダペストのアンドラーシ通り60番地に位置する歴史博物館である。

## 概要
矢十字党政権時代のファシズムやハンガリー人民共和国時代の共産主義等の20世紀のハンガリーに関する展示をしており、またそれらの時代の犠牲者や抑留者、詰問された者等の記念碑の役割も兼ねている。
恐怖の館は2002年2月24日に開業し、それ以来の館長はシュミッド・マーリアである。
恐怖の館は欧州記録良心機構の会員である。

## 建物
恐怖の館はオルバーン・ヴィクトル内閣の下で建設が決定した。2000年12月、中欧及び東欧の歴史と社会研究所は多数の血を流した20世紀のハンガリーの歴史を展示する博物館を建設するための建物を買い取った。
一年に亘る工事の下で、建物は内外ともに完全に刷新された。館内の展示ホールの最終的な見た目や外部正面は全て建築美術家であるアッティラ・Ｆ．コヴァーチュによって行われた。また、この建物の復元計画はシャーンドル・ヤーノシュとウーイサシ・カールマーンによって行われた。屋外の復元はある種のモニュメントであり、屋外の黒い装飾物（切り立った壁や黒い花崗岩も含む）はアンドラーシ通りに建つ他の建物に合わせるためのものである。

## 常設展示

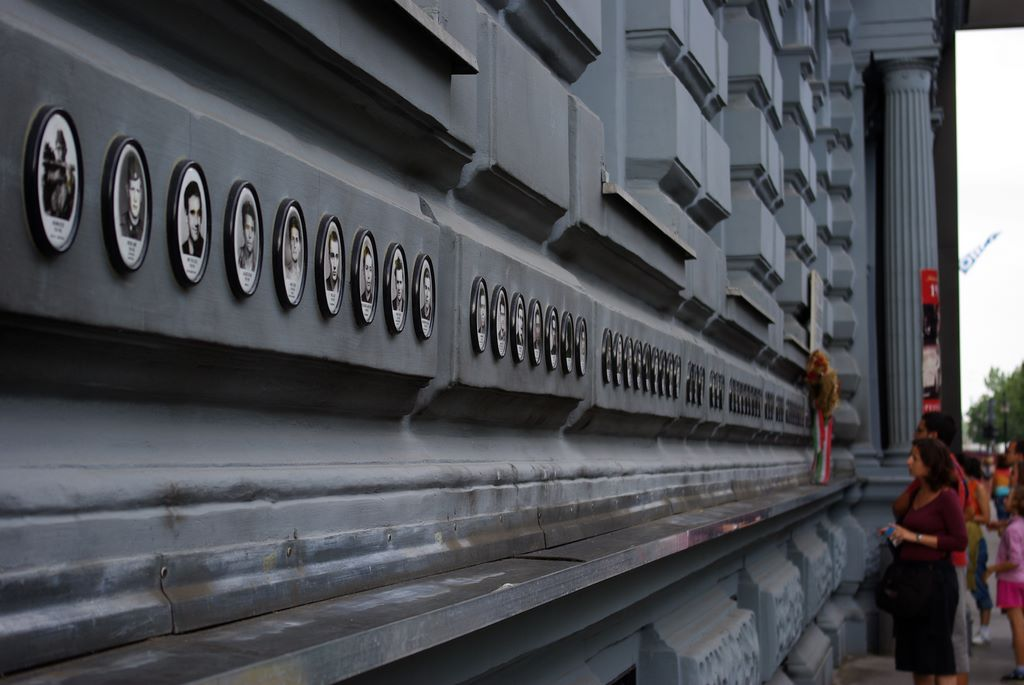
恐怖の館の屋外にある犠牲者追悼碑

ナチス・ドイツやソビエト連邦との関係、及びそれを受け入れたハンガリーについての展示がなされている。また、矢十字党やハンガリー国家保衛庁等についての展示もそれには含まれている。
多くの情報や展示はハンガリー語でなされているが、大きな情報板は英語でも書かれている。また、英語とドイツ語のオーディオガイドがある。
展示室に流れている音楽にはボナンザ・バンザイの音楽も含まれている。流れている音楽はオーケストラにミックスや音響効果をかけ作曲されたものが用いられている。
また、写真撮影及びビデオカメラの使用は館内では禁じられている。

## かつての特別展示
2002年
- 1989年の汎ヨーロッパ・ピクニック
- つながり - ハンガリーにおける世界の秘密結社

2003年
- マートン・アーロン記念展示
- ジョージ・オーウェルとは誰か
- 本当の1984年
- ウクライナの女性

2004年
- 1944年のハンガリーの条約 - ホロコースト
- 人道主義と非人的 - ラウル・ワレンバーグ記念展示
- 必要性 - 子供のホロコースト

2005年
- 1945年ハンガリーの悲劇 – 悲痛は消えり！隷属の要求

2006年
- 1946年ハンガリーの悲劇
- 1956年ペシュトの少年

2007年
- 1947年ハンガリーの悲劇

2008年
- 空白の中の自由 – 1968年から2008年の性の革命
- "押し潰された春" – プラハ 1968年
- カティン – 虐殺、政治、倫理

2009年
- "切断" – 鉄のカーテン、汎ヨーロッパ・ピクニック、体制変化

2010
- レーニンと仏陀 – ウラル山脈の向こうにおける共産主義の遺産

2011
- 1944年から1945年のハンガリーの悲劇

## 反響
歴史家、評論家、政治学者の中には外部からの占領によって多くの犠牲者が生じたことを過剰に描き過ぎており、その一方でマジャール人自身がその体制の加担をしていたことを認めていないかのような示し方に疑問を持つ者もいる。
評論家にはまたファシズムより共産主義の方に多くのスペースが割かれていることを嘆く者もいる。恐怖の館側の彼らに対する回答としては、サーラシ・フェレンツによるファシズムは数か月で終わったのに対し、共産主義は40年にわたったからだとしている。館長のシュミッドはこの討議を政治的思想が第一に出てきたことによる攻撃だと考えている。また、博物館の擁護者は、展示の対象になっている人物、例えばバウエル・タマーシュの父であるバウエル・ミコローシュは自由民主同盟に対して厳しいと指摘している。1990年代の自由民主同盟の当初の首長であるペテ・イヴァーンの親やハンガリー国家保衛庁等もその様に記録している。
そのような反響があるにもかかわらず、恐怖の館は旅行客にとって有名な行き先の一つになっており、開業した2002年時点でインターネットでの多くの良い評価や一日1000人を超える集客が見られている。また、シュミッドは恐怖の館に関する政治的追求に関して次の様に答えている、「政治に関係ない歴史はあるだろうか」と。